# Cebollatí (rijeka)
Cebollatí je rijeka u Urugvaju. Svojim tokom čini prirodnu granicu između departmana Treinta y Tres i Rocha. Ulijeva se u lagunu Mirim (Merin).
Pripada slijevu Atlantskog oceana. S duljinom toka od 235 kilometara jedna je od najdužih rijeka u Urugvaju i na području La Plate.
U listopadu 2009. Državni hidrografski institut je otvorio sustav riječnog prijevoza stanovništva iz departtmana Treinta y Tres u Rocha i obrnuto.

## Vanjske poveznice
- GeoNames  Arhivirana inačica izvorne stranice od 10. travnja 2020. (Wayback Machine)